# Ennio Stipčević
Ennio Stipčević (Zagreb, 17. rujna 1959.) je hrvatski muzikolog i akademik, član HAZU, odsjek za povijest hrvatske glazbe.

## Životopis
Rodio se u Zagrebu 17. rujna 1959. godine. U rodnom gradu pohađao je osnovnu školu, završio Klasičnu gimnaziju 1978., te studij muzikologije na Muzičkoj akademiji 1983. Magistrirao je s temom Francesco Sponga – Usper (o. 1565/70 – 1641), venecijanski glazbenik iz Poreča na Muzičkoj akademiji 1986., a doktorirao s temom Glazbena kultura u Hrvatskoj tijekom 17. stoljeća na Filozofskom fakultetu u Zagrebu 1993.
Od 15. lipnja 1984. zaposlen je u Hrvatskoj akademiji znanosti i umjetnosti (Odsjek za povijest hrvatske glazbe), a od 1. kolovoza 1985. na neodređeno vrijeme. U znanstveno zvanje znanstvenog suradnika izabran je 1994., u zvanje višeg znanstvenog suradnika 2000., a u zvanje znanstvenog savjetnika 2010. Od 1994. honorarno predaje muzikološke predmete na Muzičkoj akademiji u Zagrebu (od 2008. u zvanju izvanrednog profesora), predavao je na Hrvatskim studijima (1997. – 2005.) i na doktorskom studiju medievistike na Filozofskom fakultetu u Zagrebu (2007. – 2009.).
Bio je voditeljem znanstvenih projekata pri Ministarstvu znanosti, obrazovanja i športa RH: Hrvatsko-talijanski glazbeni kontakti (1992. – 1996.); Osam stoljeća hrvatske duhovne glazbe (11. – 19. st.) (1997. – 2004.) i Spomenici starije hrvatske glazbe (2005. – 2007.), a sada vodi znanstveni projekt Spomenici hrvatske glazbene baštine (od 2007.). U okviru francusko-hrvatskog znanstvenog programa Cogito bio je suvoditeljem znanstvenog projekta Renaissance Music in Croatia (2007. – 2008.), koji se realizirao pri Centre d’Études Supérieures de la Renaissance u Toursu. U okviru međunarodnog programa Culture Programme (2007-2013) bio je voditeljem hrvatske dionice znanstvenog francusko-talijansko-hrvatsko-češkog projekta Aux Confins de l’Humanisme Musical – Monde Slave et Culture Méditeranéene (od 2010.), koji se realizirao pri Centre d’Études Supérieures de la Renaissance u Toursu. Bio je član Organzacijskog odbora međunarodnog skupa Na granicama glazbenog humanizma: slavenski svijet i kultura Mediterana (Dubrovnik, 26. – 28. ožujka 2012.). God. 1986. u sklopu Osorskih glazbenih večeri pripremio je simpozij o glazbenom baroku u Hrvatskoj, a radovi s toga znanstvenog skupa objavljeni su u zborniku Glazbeni barok u Hrvatskoj  (1989.).
Boravio je na studijskim putovanjima u Veneciji i Rimu (1987.), Grazu (1992.), Firenci (1994.), Parizu (1995.), a školsku godinu 1996/97. zahvaljujući stipendiji fondacije Fulbright provodi kao visiting scholar na sveučilištu Yaleu (New Haven) u SAD. Od 2006. surađuje na istraživanjima hrvatske renesansne glazbe s Centre d’Études Supérieures de la Renaissance u Toursu. Bio je član međunarodnog uredničkog odbora za izdavanje djela ranobaroknog istarskog skladatelja Gabriella Pulitija u seriji Monumenta Artis Musicae Sloveniae (2001. – 2008.), u izdanjima Slovenske akademije znanosti in umetnosti, a od 2009. član je međunarodnog uredništva u istoj seriji. Od 2011. glavni je urednik izdanja sabranih djela Giacoma Finettija, u izdanjima Centro di Studi Antoniani (Padova).
U središtu njegova znanstvenog rada su hrvatska glazba renesanse i barok a, arhivska istraživanja i glazbena paleografija. Nakon što je 1983. ponovno otkrio, a potom u Padovi 1986. i objavio suvremeno izdanje zbirke Sacrae cantiones (1620.) Ivana Lukačića, posvetio se istraživanju starijih hrvatskih skladatelja. Transkribirao je i pripremio notni materijal za prve suvremene izvedbe djela renesansnih i baroknih hrvatskih skladatelja, priredio niz kritičkih notnih izdanja, a njegove redakcije izvedene su na petnaestak cjelovečernjih koncerata (Osorske glazbene večeri, Varaždinske barokne večeri, ciklus Sfumato HRT-a.
Pojedinim otkrićima starih hrvatskih knjiga u talijanskim i hrvatskih knjižnicama pobudio je interes šire znanstvene i kulturne javnosti (zbirka Difesa de le rime et prose Nade Bunić iz 1569., prva izdanja djela Tirena i Piesni Marina Držića iz 1551. (u knjižnici Biblioteca Nazionale Braidense), izdanje tiskovine Ljubmir Dominka Zlatarića iz 1580.).
Dosad je sveukupno objavio 14 knjiga, 133 članka (53 znanstvena + 80 stručnih), 20 kritičkih notnih izdanja, te oko 300 novinskih članaka, recenzija, leksikonskih i enciklopedijskih natuknica. K tome je uredio 10 znanstvenih knjiga. Sudjelovao je na tridesetak znanstvenih skupova u Hrvatskoj, Poljskoj, SAD, Italiji, Sloveniji i Francuskoj.
Bio je član uredništva časopisa ''Vijenac'', član redakcije časopisa Arti musices (1992. – 1995.), te urednik za glazbena izdanja u Školskoj knjizi (2002. – 2004.), kada je priredio dvadesetak osmoškolskih i gimnazijskih udžbenika i drugih pedagoških publikacija glazbene kulture. Koscenarist je dokumentarnog filma U potrazi za Lukačićem (2000.), prikazanog više puta na HTV-u, te na međunarodnoj muzikološkoj konferenciji u New Yorku (2005.). Pripremio je izložbu Renesansna glazba u Dubrovniku (Dubrovnik, Dom Marina Držića, 18. svibnja – 8. kolovoza 2010.).
Od 1992. član je Hrvatskog muzikološkog društva, od 1993. član Matice hrvatske, od 28. listopada 2009. član Knjižničkog odbora Knjižnice HAZU. Bio je član Povjerenstva za vrednovanje znanstvenoistraživačkih projekata i tema iz područja humanističkih znanosti (polje povijesti umjetnosti) Ministarstva znanosti, obrazovanja i športa RH (2001. – 2003.), te član Znanstvenog područnog vijeća za humanističke znanosti Ministarstva znanosti, obrazovanja i športa RH (2000. – 2004.).
Dobitnik je strukovnih nagrada Ivan Lukačić Varaždinskih baroknih večeri (1988., 1998., 2011.), Andrija Patricij Osorskih glazbenih večeri (1998.), te posebnih priznanja, Priznanje za doprinos Festivalu Varaždinskih baroknih večeri (1995.) i Priznanje za doprinos u radu i napretku Klasične gimnazije i razvoju humanističkog obrazovanja Klasične gimnazije u Zagrebu (2007.). Nagrađen je znanstvenim nagradama Josip Andreis Hrvatskoga društva skladatelja za knjigu o I. Lukačiću (2008.) i nagradom Hrvatske akademije znanosti i umjetnosti za knjigu o F. Usperu (2009.).
Od 12. svibnja 1994. članom je suradnikom Hrvatske akademije znanosti i umjetnosti. Godine 1999. izabran je kao fellow u Villa I Tatti u Firenzi (The Harvard University Center for Italian Renaissance Studies).
U HAZU-ovom listu Forum br. 10-12 od 2007. razotkrio je antihrvatske podvale na talijanskim internetskim stranicama edit 16: rečena je stranica za sve tiskovine na hrvatskom jeziku napisala da su na nekom fantomskom lingua serbo-croata, za hrvatske pisce Šimu Budinića i Hanibala Lucića da su pisali lingua serba, a za Marina Držića "mađarski svećenik i dramski pisac, rođen u Dubrovniku".

## Nagrade
- Nagrada HAZU 2008. za područje glazbenih umjetnosti